# Kaliumwaterstoftartraat
Kaliumwaterstoftartraat of wijnsteen, ook bekend onder de triviale namen crème de tartre, cream of tartar, cremor tartari en cremortart, is een kaliumzout van wijnsteenzuur en heeft als brutoformule KHC4H4O6. Het E-nummer is E336 (EU-standaard voor toegelaten additieven). Wijnsteen is de geconjugeerde base van wijnsteenzuur.
Margraff, Scheele en Berzelius hebben de chemische formule in de 18e eeuw ontdekt.
Wijnsteen komt van nature voor in vruchten, onder andere druiven en kan in wijnvaten en -flessen uitkristalliseren. Louis Pasteur ontdekte dat in de natuur slechts een van beide spiegelbeeldige kristalstructuren voorkomt. Synthetisch geproduceerd wijnsteen komt voor in beide varianten, een zogenaamd racemisch mengsel.
Wijnsteen kan onderdeel zijn van het depot of bezinksel in een wijn.

## Toepassingen
Het wordt onder andere gebruikt:
- in combinatie met natriumbicarbonaat als rijsmiddel
- bij de bereiding van wijn
- in de farmaceutische industrie
- in tandpasta
- bij metaaldraadtrekken
- in vuurwerk
- bij de bereiding van glas
- bij de productie van mechanische uurwerken
- bij de bakrecepten zoals voor taart (onder andere in de VS)